# 早稲田神社 (広島市)
早稲田神社（わせだじんじゃ）は広島県広島市東区牛田早稲田1丁目に位置する神社。早稲田八幡神社とも。

## 歴史
特に武道の神として崇敬されてきた。
古文書に『文亀三年工事を起し、爾来数年にして通常平地を一変し、一小丘を作り、永正八年九月十五日、ここに神霊を安置せり。よって今に至るも、「垚八幡宮」又は「垚の宮」と称す』という記述があり、1511年創建であることが分かる。
また、武田氏不動院の向いの武田山山上に武田氏が居城銀山城を建てたたが、牛田のはそこから見て鬼門に当ることから平安を祈り源氏方の守護神である八幡神を祀り、見立山に「神田神社」、早稲田山に「早稲田神社」を建立したと伝えられる。
浅野氏の安芸の国入国以来、明治維新に到るまで、家老が代参し、供貢を奉献せらていた。その後、1909年神饌幣帛料の供進の指定社に列した。
旧社殿は安芸広島藩4代藩主の浅野綱長により本殿が改築された。1945年8月6日の原爆投下により半壊したが、戦後すぐに復旧を果たした。
1955年12月8日、失火により消失。再建奉讃会が結成され、1960年、現社殿が竣工、四百五十年祭とあわせ、三日間にわたり奉祝祭が執行された。
1990年頃、「平成二年ご大典記念事業」として社殿、資料館の改築、参道の補修などの再整備をおこなった。

## 境内
境内社に金刀比羅社と稲荷社がある。
また、県指定史跡の牛田の弥生文化時代墳墓（うしたのやよいぶんかじだいふんぼ、1958年3月13日指定）がある。これは、歴史節で先述した1955年の社殿消失後、再建工事の際に発見された弥生時代中期後半の土坑墓である。
土抗は上縁の直径1.5ｍ、深さ1.5ｍで、底には20～30cm大の石がすり鉢状におかれていた。また、土壙の底から70～80cm上部から，頭蓋骨，下顎骨（熟年男性）の一部が検出された。円筒形の土抗のなかに，座位屈葬の形で埋葬したものと推定される珍しい例である。貝塚も出土し、ハマグリ・カキなどの小貝層があった。
また西側傾斜面では、翌年の1959年、縄文時代初期（約9,000～6,000年前）の遺物包含層が発掘され、押型文土器や石鏃などが多数採集された。これにちなみ、神社付近の道路に牛田学区社会福祉協議会より「縄文通り」という道路愛称がつけられた。

### 郷土資料館
上記の遺跡より発掘された石器類が境内の郷土資料館に展示されている。ただし、通常は開放されていない。

## 年間行事
毎月1日に月例祭が行われる。
- 1月
  - 元旦祭　
  - とんど祭
- 2月
  - 節分祭
- 4月
  - 勧学祭
  - 春季例大祭
- 5月
  - 子どもの節句
- 7月
  - 夏越祭
- 10月
  - 観月祭
  - 秋季例大祭
- 12月
  - 除夜祭[3]

## 交通アクセス
- 広電バス5号線で牛田旭バス停下車、西北西へ徒歩約200ｍ。[2]
- 敷地内に参拝者用の駐車場がある。[4]